# Ким Джон Хун
Ким Джон Хун (кор. 김정훈; род. 1 сентября 1956) — северокорейский футболист и тренер. С 2007 по 2010 годы являлся главным тренером сборной Северной Кореи по футболу. До работы со сборной КНДР возглавлял клуб «25 апреля», в который вернулся в 2010 году.

## Футбольная биография

### Игрок команд КНДР
Как игрок, Ким Джон Хун продолжительное время играл в клубе «25 апреля» на позиции защитника. В состав национальной сборной попал в 1973 году и играл в составе до 1985 года, на протяжении многих лет являясь её капитаном. В своё время считался лучшим оборонительным игроком Северной Кореи. Принимал участие в отборочных циклах к чемпионатам мира 1974 и 1986 годов. В 1980 году в составе сборной он занял четвёртое место на чемпионате Азии по футболу, что является наивысшим достижением национальной сборной по сей момент. В 1982 году играл в полуфинале футбольного турнира Азиатских игр, в котором сборная КНДР проиграла сборной Кувейта со счетом 2:3 в дополнительное время, матч закончился скандалом и дракой, повлекшими дисквалификацию сборной со стороны ФИФА.

### Тренерская практика
Как тренер возглавил сборную в 2007 году и вывел её в финальную стадию чемпионата мира 2010 года, повторив успех 1966 года. Во время отборочного цикла возглавляемая Ким Джон Хун сборная играла в крайне закрытый оборонительный футбол, результатом чего стало лишь 5 пропущенных мячей за 14 матчей отборочного цикла.

Осенью 2009 г. тренер стал одним из инициаторов французского турне национальной команды КНДР, в ходе которого «товарищи» сыграли с клубами низших дивизионов этой страны. 
Мы хотим, чтобы наша игра базировалась на высоких скоростях, хорошей технике и отменной физической готовности
— так охарактеризовал свою позицию специалист.
Финальная стадия чемпионата оказалась для подопечных Кима неудачной: команда не вышла из группы, проиграв все три матча.